# Olga Kurylenko
Olga Constantinovna Kurylenko (ucraineană Ольга Костянтинівна Куриленко – Olha Kostiantynivna Kurylenko, rusă Ольга Константиновна Куриленко – Olga Konstantinovna Kurilenko; n. 14 noiembrie 1979) este o actriță și fotomodel de cetățenie franceză. La vârsta de 16 ani s-a mutat de la Moscova la Paris pentru a urma o carieră în manechin. Kurylenko și-a început cariera de actriță în 2005, jucând în filmele Hitman și în rolul fetei Bond din 007: Partea lui de consolare (2008). A mai jucat în  Minunea dragostei (2012), alături de Tom Cruise în Oblivion. Planeta uitată (2013) și Russell Crowe în Promisiunea (2014).

## Biografie
S-a născut la Berdeansk într-o familie mixtă, tatăl, Konstantin, fiind ucrainean și mama, Marina Alyabysheva, o profesoară de artă bielorusă. La vârsta de 3 ani părinții au divorțat și Olga a rămas cu mama. La vârsta de 18 ani apare pe coperțile revistelor Elle și Vogue, urmate de Madame Figaro și Marie Claire magazines.
Precum și părinții ei, în anul 2000 Olga s-a măritat cu un fotograf de mode francez, Cedric van Mol, de care a divorțat după patru ani. apoi, în 2006 s-a măritat cu un om de afaceri de piese pentru telefoane mobile american, Damian Gabrielle de care a divorțat după un an.
A devenit prezentatoarea brandurilor Bebe, Clarins și Helena Rubinstein. A făcut modelling pentru Roberto Cavalli și Kenzo și a apărut în catalogul Victoria's Secret.
Prima tentativă de actorie a fost apariția sa din videoclipul piesei Love's Divine a lui Seal, filmat în 2003, începându-și cariera în film în 2005 în Franța. În același an a fost imaginea parfumului Kenzo Amour.

## Distribuție selectivă
- 2005: L’annulaire
- 2006: Paris, je t’aime
- 2006: Le porte-bonheur (film TV)
- 2006: Suspectes (serial TV, șapte episoade)
- 2007: Hitman
- 2008: Max Payne
- 2008: 007: Partea lui de consolare - (Quantum of Solace)
- 2009: Kirot
- 2010: Tyranny (serial TV, cinci episoade)
- 2010: Centurion
- 2011: There Be Dragons
- 2011: La terre outragée
- 2012: To the Wonder
- 2012: Seven Psychopaths
- 2012: The Expatriate
- 2012–2013: Magic City (serial TV, 16 episoade)
- 2013: Oblivion. Planeta uitată - (Oblivion)
- 2014: Nume de cod: Spionul de noiembrie - (The November Man)
- 2014: Promisiunea - (The Water Diviner)
- 2015: O zi perfectă - (A Perfect Day)
- 2015: Momentum: Urmărire disperată - (Momentum)
- 2016: La correspondenza
- 2017: Moartea lui Stalin - (La mort de Staline)
- 2018: Johnny English Strikes Again